# Gare de Haren-Sud
 (août 2025).
- Si vous ne connaissez pas le sujet, laissez ce bandeau (vous pouvez alors contacter les auteurs).
- Si vous supprimez le contenu mis en cause (vous pouvez préalablement contacter les auteurs),

argumentez précisément cette suppression dans la page de discussion
(un manque de référence n'est pas un argument ; une recherche réelle de référence doit avoir été effectuée, être formellement documentée).
 (août 2025).
Ne doit pas être confondu avec Gare de Haren.
La gare de Haren-Sud (en néerlandais station Haren-Zuid) est une gare ferroviaire belge de la ligne 36, Bruxelles-Nord - Liège-Guillemins, située à Haren section de la commune Ville de Bruxelles dans la région de Bruxelles-Capitale. La section dispose également de la gare de Haren.
Elle est mise en service en 1887 par les Chemins de fer de l'État belge.
C'est une halte voyageurs de la Société nationale des chemins de fer belges (SNCB), desservie par des trains Suburbains (S).

## Situation ferroviaire
Établie à 34 mètres d'altitude, la gare de Haren-Sud est située au point kilométrique (PK) 5,206 de la ligne 36, de Bruxelles-Nord à Liège-Guillemins, entre les gares de Schaerbeek et de Diegem. Depuis que cette ligne a été mise à quatre voies entre Bruxelles et Louvain, les voies « rapides » (centrales) s'y appellent ligne 36N tandis que les voies « lentes » (latérales) y conservent le numéro 36 commun à la ligne non-LGV Louvain – Liège.

## Histoire

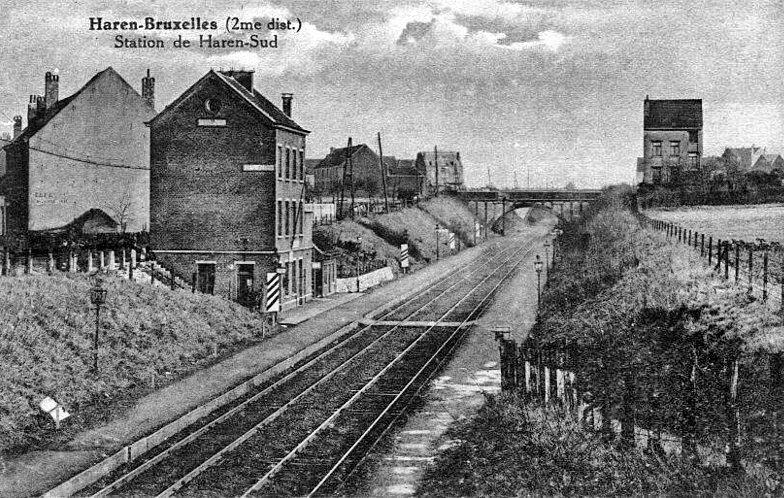
La station vers 1900.

Le 17 décembre 1866, les Chemins de fer de l'État belge mettent en service la section à deux voies de Bruxelles-Nord à Louvain. Il n'y a cependant pas encore de gare à Haren ; la gare la plus proche étant alors celle de Diegem.
L'arrêt de « Haeren-Sud » est mis en service en 1887 par les Chemins de fer de l’État belge, lorsqu'ils instaurent un service de trains légers entre Bruxelles et Louvain. Il s'agit alors d'un simple point d'arrêt, sans bâtiment en dur. 
En 1895, elle est dotée d'un bâtiment voyageurs, établi dans le haut talus de la tranchée, avec un corps central à quatre ouvertures et trois étages plus combles sous une toiture à deux pans, et une petite aile au niveau du quai (voir image ci-contre). 
Le 27 septembre 1993, les habitants d’Haren, inquiets du risque de fermeture, investissent le quai et y affichent les pétitions signées pour conserver la halte.
Le pont routier située en bout de quai est démoli et reconstruit, dans les années 1970, en prévision du passage à quatre voies de la ligne. L'ancien bâtiment est également détruit à la fin des années 1970 ou au début des années 1980.
Au début des années 2000 ont lieu les travaux de refonte de la ligne et de la halte. Les travaux d'infrastructure sont terminés en juillet 2003. La halte dispose maintenant de deux voies centrales de passage pour les trains rapides et de deux voies, avec chacune un quai en îlot pour les trains plus lents. La finalisation de l'aménagement des nouvelles installations de la halte est effectué en 2008 ou 2009.
Entre 2019 et 2020, les quais de la gare sont à nouveau renouvelés en profondeur.

## Service des voyageurs

### Accueil
Halte SNCB, c'est un point d'arrêt non géré (PANG) à accès libre, équipée d'un automate pour l'achat de titres de transport et d'un panneau d'information à l'entrée du quai 4, (côté rue de Verdun). Les quais surélevés sont équipés d'abris.
La gare de Haren-Sud se trouve dans la zone tarifaire de la région de Bruxelles-Capitale tout comme celle de Haren.
Sauf perturbations importantes, seules les voies 1 et 4 sont utilisées par les trains marquant l'arrêt à Haren-Sud. Les voies 2 et 3 sont alors réservées aux trains les plus rapides ; le quai donnant sur ces voies est d'ailleurs en partie clôturé. En raison du grand nombre de trains IC et à grande vitesse empruntant la ligne, le nombre de trains en passage est très important.

### Desserte
Haren-Sud est desservie par des trains Suburbains (S) de la relation S2 Braine-le-Comte (ou Bruxelles-Midi) - Louvain,.
En semaine, les week-ends et jours fériés, la gare est desservie dans chaque sens par deux trains S2 par heure.

### Intermodalité
La gare de Haren, sur la ligne 26 se trouve à 150 m, et quoi que leurs noms puissent laisser croire, au sud-est ; un chemin piéton relie ces deux gares qui donnent accès à des destinations différentes. Cette dernière est fréquentée par des trains S5 et S7 qui desservent Malines, Vilvorde, Schuman, Etterbeek, Uccle, Hal et Enghien (Grammont en heure de pointe).
Haren-Sud ne dispose pas de parc pour les vélos ni de parking pour les véhicules.
L'arrêt Gare de Haren-Sud des autobus de Bruxelles (STIB) situé à proximité est desservi par les lignes   .

### Accessibilité
Chaque quai dispose de trois accès ; aucun n'est aménagé pour les personnes à mobilité réduite.
- depuis le pont de la Rue de Verdun
- depuis une passerelle piétonne reliant la rue des Jardins potagers et le chemin du Baakveld au chemin de la Cour d'Espagne
- depuis le pont du Noendelle[11]

## Comptage voyageurs
Ce graphique et tableau montre le nombre de voyageurs embarquant en moyenne durant la semaine, le samedi et le dimanche.
| Nombre de passagers qui embarquent à la gare de Haren-Sud | Nombre de passagers qui embarquent à la gare de Haren-Sud | Nombre de passagers qui embarquent à la gare de Haren-Sud | Nombre de passagers qui embarquent à la gare de Haren-Sud |
|                                                           | Semaine                                                   | Samedi                                                    | Dimanche                                                  |
| --------------------------------------------------------- | --------------------------------------------------------- | --------------------------------------------------------- | --------------------------------------------------------- |
| 1977                                                      | 454                                                       | 70                                                        | 52                                                        |
| 1978                                                      | 465                                                       | 79                                                        | 66                                                        |
| 1979                                                      | 427                                                       | 66                                                        | 38                                                        |
| 1980                                                      | 416                                                       | 52                                                        | 40                                                        |
| 1981                                                      | 359                                                       | 48                                                        | 27                                                        |
| 1982                                                      | 347                                                       | 40                                                        | 27                                                        |
| 1983                                                      | 364                                                       | 42                                                        | 35                                                        |
| 1984                                                      | 257                                                       | 29                                                        | 25                                                        |
| 1985                                                      | 252                                                       | 55                                                        | 53                                                        |
| 1986                                                      | 192                                                       | 31                                                        | 31                                                        |
| 1987                                                      | 210                                                       | 38                                                        | 35                                                        |
| 1988                                                      | 248                                                       | 34                                                        | 36                                                        |
| 1989                                                      | 198                                                       | 23                                                        | 20                                                        |
| 1990                                                      | 174                                                       | 28                                                        | 26                                                        |
| 1991                                                      | 178                                                       | 26                                                        | 17                                                        |
| 1992                                                      | 169                                                       | 32                                                        | 21                                                        |
| 1993                                                      | 160                                                       | 34                                                        | 26                                                        |
| 1994                                                      | 159                                                       | 21                                                        | 18                                                        |
| 1995                                                      | 114                                                       | 25                                                        | 5                                                         |
| 1996                                                      | 117                                                       | 20                                                        | 1                                                         |
| 1997                                                      | 122                                                       | 27                                                        | 20                                                        |
| 1998                                                      | 170                                                       | 12                                                        | 16                                                        |
| 1999                                                      | 101                                                       | 10                                                        | 12                                                        |
| 2000                                                      | 131                                                       | 12                                                        | 34                                                        |
| 2001                                                      | 110                                                       | 15                                                        | 5                                                         |
| 2002                                                      | 126                                                       | 14                                                        | 10                                                        |
| 2003                                                      | 84                                                        | 18                                                        | 16                                                        |
| 2004                                                      | 136                                                       | 26                                                        | 10                                                        |
| 2005                                                      | 113                                                       | 15                                                        | 9                                                         |
| 2006                                                      | 128                                                       | 22                                                        | 15                                                        |
| 2007                                                      | 209                                                       | 32                                                        | 39                                                        |
| 2008                                                      | -                                                         | -                                                         | -                                                         |
| 2009                                                      | 282                                                       | 41                                                        | 42                                                        |
| 2010                                                      | -                                                         | -                                                         | -                                                         |
| 2011                                                      | -                                                         | -                                                         | -                                                         |
| 2012                                                      | 445                                                       | 85                                                        | 65                                                        |
| 2013                                                      | 397                                                       | 75                                                        | 51                                                        |
| 2014                                                      | 488                                                       | 75                                                        | 43                                                        |
| 2015                                                      | 550                                                       | 76                                                        | 64                                                        |
| 2016                                                      | 396                                                       | 102                                                       | 56                                                        |
| 2017                                                      | 450                                                       | 89                                                        | 78                                                        |
| 2018                                                      | 576                                                       | 119                                                       | 86                                                        |
| 2019                                                      | 489                                                       | 101                                                       | 66                                                        |
| 2020                                                      | 454                                                       | 181                                                       | 104                                                       |
| 2021                                                      | -                                                         | -                                                         | -                                                         |
| 2022                                                      | 870                                                       | 451                                                       | 290                                                       |
| 2023                                                      | 980                                                       | 591                                                       | 340                                                       |
| 2024                                                      | 1 144                                                     | 581                                                       | 345                                                       |